# バルト人

1200年ごろのバルト部族：　薄茶系エリア、東バルト人　緑系エリア、西バルト

バルト人（バルトじん、ラトビア語: balti、リトアニア語: baltai、ラトガレ語: bolti）は、バルト海東南岸付近（現在のリトアニアと、ラトビア）に居住するバルト語派を話す民族をいう。古くからバルト海の東南にある南のヴィスワ川、ダウガヴァ川、また ドニプロ川 北方が囲まれている地域に居住したインド・ヨーロッパ語族のグループから来ている。

## 成り立ち
数多くの湖や沼沢はバルト人を外界から隔てていたため、バルト語派は多くの古代語の特徴を保っている。バルト人の中には現代のリトアニア人、ラトビア人とラトガレ人（東バルト人の民族）も含まれ、言語と文化が絶えてしまったプロイセン人、ヨトヴィング人とガリンド人 も皆バルト人であった。
このように東バルト語を母語とする東バルト人と西バルト語を母語とする西バルト人に分けられる。
遺伝的には印欧語族の担い手ハプログループR1a (Y染色体)が40%ほどの高頻度であるが、ウラル語族に関連する北部モンゴロイドの一種の遺伝子であるハプログループN (Y染色体)も40%ほどみられ、バルト人の基層にウラル系民族があることを示唆している。